# Communauté de communes Comtal Lot et Truyère
Die Communauté de communes Comtal Lot et Truyère ist ein französischer Gemeindeverband mit der Rechtsform einer Communauté de communes im Département Aveyron in der Region Okzitanien. Sie wurde am 9. November 2016 gegründet und umfasst 21 Gemeinden. Der Verwaltungssitz befindet sich im Ort Espalion.

## Historische Entwicklung
Der Gemeindeverband entstand mit Wirkung vom 1. Januar 2017 durch die Fusion der Vorgängerorganisationen
- Communauté de communes d’Entraygues-sur-Truyère,
- Communauté de communes d’Estaing und
- Communauté de communes de Bozouls Comtal.

## Mitgliedsgemeinden
| Gemeinde                                     | Einwohner 1. Januar 2022 | Fläche km² | Dichte Einw./km² | Code INSEE | Postleitzahl |
| -------------------------------------------- | ------------------------ | ---------- | ---------------- | ---------- | ------------ |
| Bessuéjouls                                  | 223                      | 11,29      | 20               | 12027      | 12500        |
| Bozouls                                      | 3.006                    | 69,69      | 43               | 12033      | 12340        |
| Campuac                                      | 452                      | 19,19      | 24               | 12049      | 12580        |
| Coubisou                                     | 475                      | 30,95      | 15               | 12079      | 12190        |
| Entraygues-sur-Truyère                       | 970                      | 30,15      | 32               | 12094      | 12140        |
| Espalion                                     | 4.607                    | 36,60      | 126              | 12096      | 12500        |
| Espeyrac                                     | 248                      | 22,28      | 11               | 12097      | 12140        |
| Estaing                                      | 507                      | 16,96      | 30               | 12098      | 12190        |
| Gabriac                                      | 558                      | 25,54      | 22               | 12106      | 12340        |
| Golinhac                                     | 370                      | 32,41      | 11               | 12110      | 12140        |
| La Loubière                                  | 1.529                    | 28,71      | 53               | 12131      | 12740        |
| Lassouts                                     | 318                      | 30,74      | 10               | 12124      | 12500        |
| Le Cayrol                                    | 253                      | 22,16      | 11               | 12064      | 12500        |
| Le Fel                                       | 192                      | 24,89      | 8                | 12093      | 12140        |
| Le Nayrac                                    | 546                      | 36,57      | 15               | 12172      | 12190        |
| Montrozier                                   | 1.748                    | 46,78      | 37               | 12157      | 12630        |
| Rodelle                                      | 1.097                    | 53,43      | 21               | 12201      | 12340        |
| Saint-Côme-d’Olt                             | 1.446                    | 30,10      | 48               | 12216      | 12500        |
| Saint-Hippolyte                              | 426                      | 36,87      | 12               | 12226      | 12140        |
| Sébrazac                                     | 533                      | 25,04      | 21               | 12265      | 12190        |
| Villecomtal                                  | 426                      | 14,05      | 30               | 12298      | 12580        |
| Communauté de communes Comtal Lot et Truyère | 19.930                   | 645,86     | 31               | –          | –            |